# Anna Zafesova

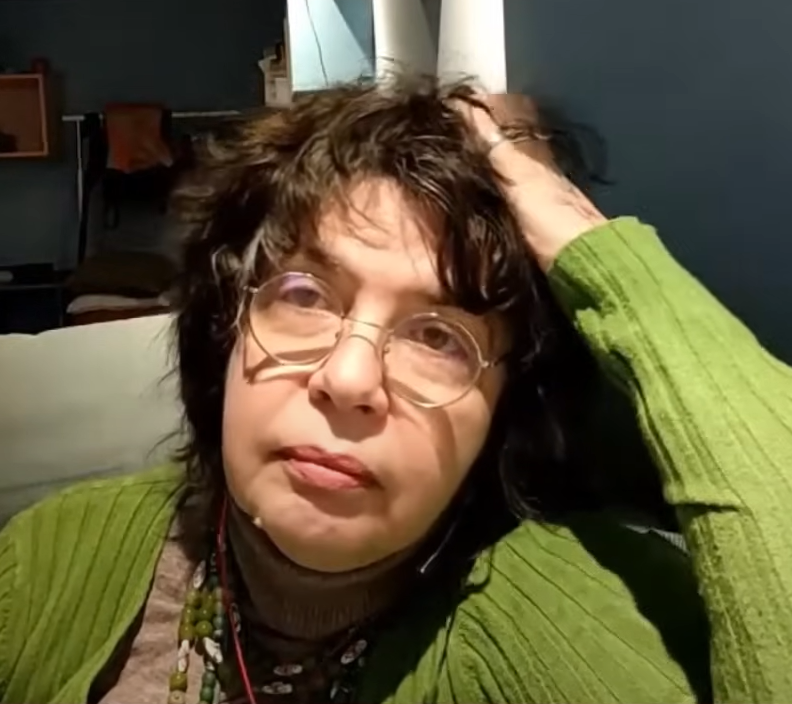
Zafesova nel 2024

Anna Zafesova (in russo Анна Зафесова?; Mosca, 1969) è una giornalista e traduttrice russa con cittadinanza italiana.

## Biografia
È stata corrispondente da Mosca per La Stampa fino al 2004, collaborando inoltre con Il Foglio ed altre testate. 
Nel 2022 ha vinto il 12º Premio Cerruglio per il suo libro Navalny contro Putin e il Premio Ischia come giornalista dell'anno nell'ambito della carta stampata. Lavora per Radio Radicale e La Stampa.

## Premi e riconoscimenti
- Premio Cerruglio (2022)
- Premio Ischia (2022)
- Premiolino (2025[4])

## Opere

### Scritti
- E da Mosca è tutto. Storie della Russia che cambia e che non cambia, UTET Università, 2005, EAN 9788877509727
- Navalny contro Putin. Veleni, intrighi e corruzione. La sfida per il futuro della Russia, Paesi Edizioni, 2021, EAN 9791280159380
- Pietroburgo. Dagli assassini degli zar al cuoco di Putin, Paesi Edizioni, 2025
- Russia l'impero che non sa morire. Il passato di Mosca, il futuro di Kyiv, Rizzoli, 2025, ISBN 9788817193757

### Prefazioni
- Laura Boldrini e Lia Quartapelle, Le donne di Minsk. La rivolta pacifica per la democrazia in Bielorussia, Infinito Edizioni, 2021, ISBN 8868615487
- Matteo Zola (a cura di), Ucraina. Alle radici della guerra. Tutti i perché sull'invasione russa, Paesi Edizioni, 2022, ISBN 979-1280159885

### Postfazioni
- Massimo Ceresa, Sopravvivere nella Russia di Stalin e di Putin, Infinito Edizioni, 2013, ISBN 8897016863
- Aleksandr Solženicyn, Nel primo cerchio, traduzione di Denise Silvestri, Voland, 2018, ISBN 886243359X
- Massimo Ceresa, Ikonoklast. Oksana Shachko: arte e rivoluzione, Carabba, 2022, ISBN 8863446881

### Traduzioni
- Aleksej Ivanov, I cinocefali, Voland, 2018, ISBN 8862434103
- Natalija Semënova, Morozov e i suoi fratelli. Storia di una dinastia russa e di una collezione ritrovata, Johan & Levi, 2020, ISBN 8860102383
- Aleksej Ivanov, Il Geografo si è bevuto il mappamondo, Voland, 2022, ISBN 8862434677